# Melvillův ostrov (Ostrovy královny Alžběty)
Melvillův ostrov (anglicky Melville Island, francouzsky Île Melville) je neobydlený ostrov v arktické části Kanady, v Kanadském arktickém souostroví, západní část spadá pod Severozápadní teritoria, východní část spravuje teritorium Nunavut.
Ostrov má rozlohu 42 149 km² (jiné zdroje uvádí 37 680 km²), je čtvrtým největším ostrovem ostrovů královny Alžběty a je relativně kopcovitý. Nejvyšší místo ostrova má nadmořskou výšku 776 metrů. Ve vnitrozemí ostrova se nachází ledovce.
Ostrov je 320 km dlouhý a 50–120 km široký. Od Viktoriina ostrova je oddělen Melvillovým průlivem, od Banksova ostrova na jihovýchodě Mac Clureovým průlivem .
Ostrov byl v roce 1819 navštíven britským vědcem Williamem Parrym, jižní pobřeží ostrova bylo zkoumáno Francisem Leopoldem McClintockem. Pojmenován je ostrov po Robertu Dundasovi, 2. vikomtovi Melville.
Vegetace ostrova je velice sporá. Na ostrově jsou stáda pižmoně severního, jelen karibu je málo početný.